# Віктор Сазерленд
Віктор Сазерленд (англ. Victor Sutherland; 28 лютого 1889 — 29 серпня 1968) — американський театральний, кіно і телевізійний актор.
Народився в місті Падука, штат Кентуккі, Сазерленд працював на сцені і в кіно з 1910-х років до 1950-ті років, коли він також виступав на телебаченні, в тому числі кількох епізодах серіалу «Перрі Мейсон». Крім того, він був гарв одну з провідних ролей ув успішній виставі 1939 року «Arsenic and Old Lace».
Першою дружиною Сазерленда була американська акторка Фей Кузик. Після того, як вони розлучилися, він нетривалий час був одружений з зіркою німого кіно Пірл Вайт, потім з акторкою німого кіно Енн Гамільтон, від якої у нього народилась у 1925 році дочка, Енн Вікторія Сазерленд, та акторкою Ліндою Барретт.
Сазерленд помер 29 серпня 1968 року в віці 79 років і був похований на лісовій галявині — кладовища Hollywood Hills в Лос-Анджелесі, штат Каліфорнія. Сазерленд пережила його друга дружина Енн (Гамільтон) Крін, його третя дружина Лінда Сазерленд, і його дочки Анни і чотири онука.

## Вибрана фільмографія
- 1917 — Бар'єр / The Barrier — лейтенант Мід Баррелл
- 1918 — Невидимий знак / The Sign Invisible — доктор Роберт Вінстон